# Карлос Аранда
Карлос Рейна Аранда (ісп. Carlos Reina Aranda; 27 липня 1980, Малага, Іспанія) — колишній іспанський футболіст, що виступав на позиції нападника. Грав за низку іспанських клубів та юнацьку збірну Іспанії.

## Клубна кар'єра
Аранда народився у Малазі, Андалусія. Випускник молодіжної системи «Реала». Втім, він ніколи не грав у Ла-Лізі за першу команду. І все ж, він зіграв у двох матчах Ліги чемпіонів УЄФА, проти «Молде» (на 55-й хвилині замінив Самюеля Ето'о (1999/2000) і московського «Локомотива» (2001/02).
У січні 2002 року Аранда вирушив до «Нумансії», зігравши важливу роль у тому, щоб допомогти сорійському клубові зберегти своє місце у другому дивізіоні. Гра за «Нумансію» привернула увагу іншого іспанського клубу, «Вільярреала», який підписав з гравцем контракт на п'ять років, але закріпитися Карлосу в ньому не вдалося, і в січні 2003 року він повернувся до «Нумансії».
У сезоні 2004—2005 Аранда перейшов до «Севільї». 4 листопада 2004 року він дебютував у Лізі Європи, відзначившись у домашньому матчі проти «Алеманії», в якому його команда перемогла 2:0. Під час сезону він з'являвся на полі, але втратив своє місце в складі після появи Луїса Фабіано, Фредеріка Кануте і Хав'єра Савіоли. Тому він вирушив в оренду до «Альбасете».
У сезоні 2006—2007 допоміг клубу «Реал Мурсія» повернутись до найвищого дивізіону, забивши 11 голів (другий показник після Івана Алонсо). Перші місяці сезону 2007/08 тренувався в складі скромного «CF Gavà», а в грудні 2008 року втретє став гравцем «Нумансії». Він регулярно виходив на поле й забивав голи, але команда вибула з Ла-Ліги.
16 липня 2009 року Аранда перейшов до «Осасуни», в обмін на Енріке Солу. У своєму другому сезоні за «наварців» він забив чотири голи, але втратив форму внаслідок травм, до того ж до складу команди повернувся Сола, який зрештою став найкращим бомбардиром.
У липня 2011 року 31-річний Аранда підписав контракт з «Леванте». Втім, він рідко виходив на поле і в січні наступного року перейшов до клубу того самого дивізіону — «Реал Сарагоса».
Під час зимового трансферного вікна 2013 року Аранда підписав контракт з «Гранадою». Це був його восьмий клуб Ла-Ліги, що більше, ніж у будь-якого іншого гравця.
Завершив кар'єру гравця у все тій же «Нумансії», вчетверте повернувшись до клубу у 2014 році та зігравши сезон 2013/14.
У листопаді 2016 року відновив виступи, перейшовши до клубу з Малаги під назвою «Ель Пало», який грав у Терсері.
У липні 2017 року остаточно завершив кар'єру гравця.

## Кар'єра у збірній
У 1998 році зіграв три матчі за юнацьку збірну Іспанії (до 17 років), в яких відзначився одним забитим м'ячем.

## Досягнення
- Переможець Ліги Чемпіонів (1): 1999/00
- Фіналіст Кубка Інтертото (1): 2002

## Статистика виступів у єврокубках
- — вийшов на заміну
- — пішов на заміну

| Сезон   | Турнір              | Команда       | Суперник        | Голи | Гольові паси | Хвилин на полі |
| ------- | ------------------- | ------------- | --------------- | ---- | ------------ | -------------- |
| 1999/00 | Ліга Чемпіонів УЄФА | «Реал Мадрид» | «Молде»         | 0    | 0            | 35             |
| 2001/02 | Ліга Чемпіонів УЄФА | «Реал Мадрид» | «Локомотив»     | 0    | 0            | 29             |
| 2002    | Кубок Інтертото     | «Вільярреал»  | «Гапнарф'ярдар» | 0    | 0            | 20             |
| 2002    | Кубок Інтертото     | «Вільярреал»  | «Гапнарф'ярдар» | 0    | 0            | 28             |
| 2002    | Кубок Інтертото     | «Вільярреал»  | «Торіно»        | 0    | 0            | 21             |
| 2002    | Кубок Інтертото     | «Вільярреал»  | «Торіно»        | 0    | 0            | 48             |
| 2002    | Кубок Інтертото     | «Вільярреал»  | «Труа»          | 0    | 0            | 30             |
| 2002    | Кубок Інтертото     | «Вільярреал»  | «Труа»          | 0    | 0            | 18             |
| 2002    | Кубок Інтертото     | «Вільярреал»  | «Малага»        | 0    | 0            | 35             |
| 2002    | Кубок Інтертото     | «Вільярреал»  | «Малага»        | 1    | 0            | 90             |
| 2004/05 | Кубок УЄФА          | «Севілья»     | «Панатінаїкос»  | 0    | 0            | 90             |
| 2004/05 | Кубок УЄФА          | «Севілья»     | «Алеманія»      | 1    | 0            | 81             |
| Всього  | Всього              | Всього        | Всього          | 2    | 0            | 525            |